# Torredembarra
Torredembarra, normalmente chiamata La Torre dai suoi abitanti, è un comune spagnolo di circa 15.000 abitanti appartenente alla comunità autonoma della Catalogna e alla comarca del Tarragonès. La città, situata a 13 km da Tarragona e a circa 80 da Barcellona è divenuta, a partire dagli anni sessanta del Novecento, una delle più vivaci stazioni balneari della Costa Daurada. La bellezza delle sue spiagge e un clima particolarmente benigno alimentano infatti, soprattutto nei mesi estivi, un consistente flusso turistico proveniente sia dalla Spagna che dal resto d'Europa.

## Geografia fisica

### Territorio
Il comune di Torredembarra si estende sulla riva sinistra del torrente Gaià ed è in massima parte pianeggiante. Il centro cittadino è situato su un leggero declivo a circa un chilometro dalla linea costiera mediterranea e si è saldato, negli ultimi decenni, con il vecchio nucleo marinaro (la Marina de Torredembarra), sviluppatosi intensamente, grazie al turismo, a partire dagli anni sessanta del Novecento. Il litorale si estende per oltre cinque chilometri, è generalmente sabbioso e presenta, nella sua parte più orientale, un ecosistema naturale protetto, Els Muntanyans-Gorg. Tale spazio, condiviso con il vicino comune di Creixell, ha un grande valore ambientale ed è contraddistinto da dune, stagni con acque salmastre e dolci, piante grasse e una fauna di tipo ittico e avicolo particolarmente ricca.

### Clima
Torredembarra gode di un clima tipicamente mediterraneo, con estati calde, ma non torride, ed inverni miti. La temperatura media annua è di poco superiore ai 17 °C, con una media del mese più freddo, gennaio, di 10 °C e una media del mese più caldo, agosto, di 25,5 °C. Le gelate, piuttosto rare (mediamente comprese fra i 2 e i 3 giorni all'anno), sono concentrate nei mesi invernali. Le precipitazioni (560 mm annuali in media), sono più abbondanti in primavera e in autunno e rivestono talvolta carattere torrenziale. Quest'ultimo fenomeno può prodursi nel periodo compreso fra la fine d'agosto e la prima metà di novembre ed è conosciuto sulla costa mediterranea spagnola come gota fria. La neve è generalmente assente in inverno e, nelle sue contate apparizioni (anche a distanza di molti anni), si presenta per lo più sotto forma di nevischio.
| Mese           | Gen  | Feb  | Mar  | Apr  | Mag  | Giu  | Lug  | Ago  | Set  | Ott  | Nov  | Dic  | Anno  |
| -------------- | ---- | ---- | ---- | ---- | ---- | ---- | ---- | ---- | ---- | ---- | ---- | ---- | ----- |
| Tp md mx (°C)  | 14,7 | 15,7 | 17,3 | 18,6 | 22,1 | 26,3 | 28,8 | 29,4 | 26,6 | 22,8 | 18,3 | 15,1 | 21,3  |
| Tp md (°C)     | 10,0 | 11,2 | 12,8 | 14,9 | 18,0 | 22,3 | 25,0 | 25,5 | 22,4 | 18,5 | 13,6 | 10,6 | 17,1  |
| Tp md mn (°C)  | 5,7  | 6,9  | 8,5  | 10,7 | 13,8 | 18,0 | 21,1 | 21,3 | 18,2 | 14,3 | 9,4  | 6,4  | 12,9  |
| Pr md (mm)     | 39,0 | 19,9 | 58,5 | 60,2 | 72,0 | 18,0 | 9,1  | 69,0 | 35,6 | 88,3 | 30,0 | 60,8 | 560,4 |
| Gg. di pioggia | 8    | 7    | 7    | 10   | 8    | 5    | 2    | 4    | 6    | 9    | 7    | 8    | 82    |

## Storia
Pur essendo la zona già abitata nell'antichità, come ha dimostrato il rinvenimento di una villa di epoca romana nel settotre di Els Munts, fu solo in età medievale (attorno all'anno 1000) che si costituì il primo nucleo urbano, Clarà, nell'ambito territoriale dell'attuale Comune. La nascita di Torredembarra, a meno di due chilometri da Clarà (che oggi si configura come un quartiere residenziale del capoluogo comunale), è successiva (XII secolo) e il suo sviluppo non dovette procedere speditamente, se solo nel 1235 l'Arcivescovo di Tarragona le conferì dignità di parrocchia. Fra i primi signori di Torredembarra segnaliamo gli Olzinelles (XIV secolo) e, a partire dal 1391, gli Icart (o Icard) che mantennero il possesso del paese fino agli anni sessanta del Seicento. Nel 1663, a seguito dell'estinzione di tale famiglia, Torredembarra fu ceduta ai conti di Santa Coloma de Queralt.
Il 16 luglio 1713, durante la guerra di successione spagnola, ebbe luogo alle porte della città un fatto d'arme noto anche come la "battaglia di Torredembarra". Un contingente di volontari catalani filo-asburgici (1200 circa), vennero decimati da un distaccamento dell'esercito borbonico, meglio armato ed equipaggiato. Ancor oggi il sacrificio di tante giovani vite viene commemorato dalla cittadinanza.

## Società

### Evoluzione demografica
Per oltre un secolo e mezzo, e cioè dalla fine del XVIII secolo fino alla metà del Novecento, Torredembarra ha avuto una popolazione stazionaria, compresa fra i 1.800 e i 2.800 abitanti circa. Fu solo negli anni sessanta del secolo scorso che la città iniziò a svilupparsi rapidamente, sia sotto il profilo economico che demografico, grazie soprattutto al turismo e ad alcune attività industriali (in particolare la costruzione), commerciali e di servizi ad esso legate. Torredembarra ha da allora quintuplicato la propria popolazione, passando in un cinquantennio dai 3.000 abitanti scarsi del 1960 agli oltre 15.000 attuali (2011). Una parte significativa dei residenti è straniera o di origine straniera (20,8% di nati all'estero sul totale nel 2011)
Torredembarra

## Economia
L'economia del territorio si basa in massima parte sul turismo e sul suo indotto (industria della costruzione e servizi vari). Torredembarra iniziò ad imporsi come stazione balneare fin dai primi anni del Novecento, ma fu solo a partire dagli anni sessanta del secolo scorso che i flussi turistici acquistarono un carattere massiccio. Tali flussi si consolidarono nei decenni seguenti e la cittadina conobbe un poderoso sviluppo economico: vennero edificate molte seconde case, alberghi, ristoranti e locali di ogni tipo. Nel 2008 il settore terziario (comprendente anche e soprattutto il turismo), contribuiva alla formazione del reddito nella misura di oltre il 77%, seguiva la costruzione, con il 18,3% e l'industria, con un modesto 3,9%. L'agricoltura, che fino agli anni quaranta del Novecento costituiva la prima fonte di reddito, riusciva ad assicurare, sempre nel 2008, un insignificante 0,8% sul totale.

## Monumenti e luoghi d'interesse
- Castello (Castell in catalano, Castillo in castigliano) è un edificio in stile tardo rinascimentale catalano fatto edificare, fra il 1565 e il 1580 circa, dai signori del luogo, gli Icart. È attualmente sede del municipio
- Chiesa parrocchiale di san Pietro Apostolo (Esglèsia Parroquial de Sant Pere Apòstol in cat., Iglesia Parroquial de San Pedro Apóstol in cast.), edificio di forme barocche ultimato attorno agli anni ottanta del Seicento. Del XVIII secolo sono invece molte delle decorazioni interne, tra cui l'organo e il pregevole dipinto raffigurante Santa Rosalia di Palermo, Patrona della Città, che oltre a essere festeggiata come nella Città di Palermo il 15 Luglio e il 4 Settembre, è anche ricordata il 6 Ottobre, giorno nel quale si ricorda la sua nascita.
- Torre della Villa (Torre de la Vila in cat., Torre de la Villa in cast.), situata di fronte alla chiesa di san Pietro Apostolo, è un edificio del XIII secolo in stile mudéjar
- Villa romana del Moro (Vil·la romana del Moro in cat., Villa romana del Moro in cast.), resti di epoca romana, consistenti in strutture termali e in un gruppo di edifici di carattere residenziale. Furono in parte edificati in tarda età repubblicana (fra il II e il I secolo a.C.) e in parte in epoca altoimperiale
- Edificio d'Antoni Roig, (Edifici d'Antoni Roig in cat., Edificio de Antoni Roig in cast.), elegante costruzione ultimata nel 1892 in stile modernista e destinata ad ospitare una fondazione benefica (oggi adibita ad uffici dal Comune)
- Cal Bofill, villa dei primi del Novecento fatta edificare nella Marina de Torredembarra da una famiglia di facoltosi villeggianti. Oggi è sede di un assessorato del Comune
- Residencia Pere Badia, edificio costruito nella seconda metà del XVIII secolo in stile tardo barocco e destinato all'assistenza dei malati poveri (per tale ragione è noto anche come l'Hospital, l'Ospedale)
- Faro (Far in cat., Faro in cast.). Entrato in servizio nel 2000, ha forme slanciate, progettate dall'architetto Josep Maria LlInàs. I suoi 38 metri di altezza (dal suolo) ne fanno il faro più elevato della Catalogna